# Centropogon quebradanus
Centropogon quebradanus är en klockväxtart som beskrevs av Franz Elfried Wimmer. Centropogon quebradanus ingår i släktet Centropogon och familjen klockväxter. Inga underarter finns listade i Catalogue of Life.